# Isartor

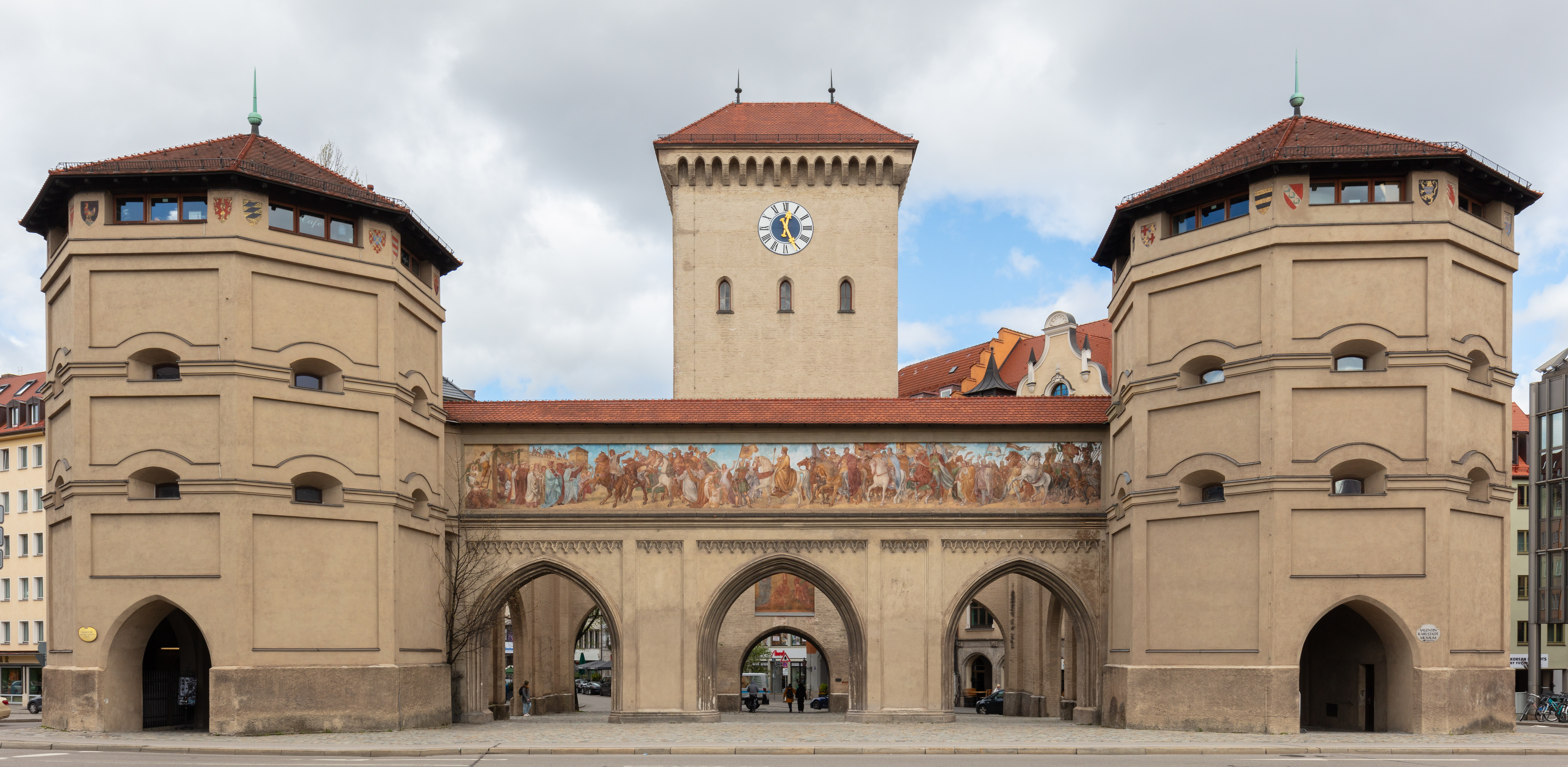
Puerta Isartor

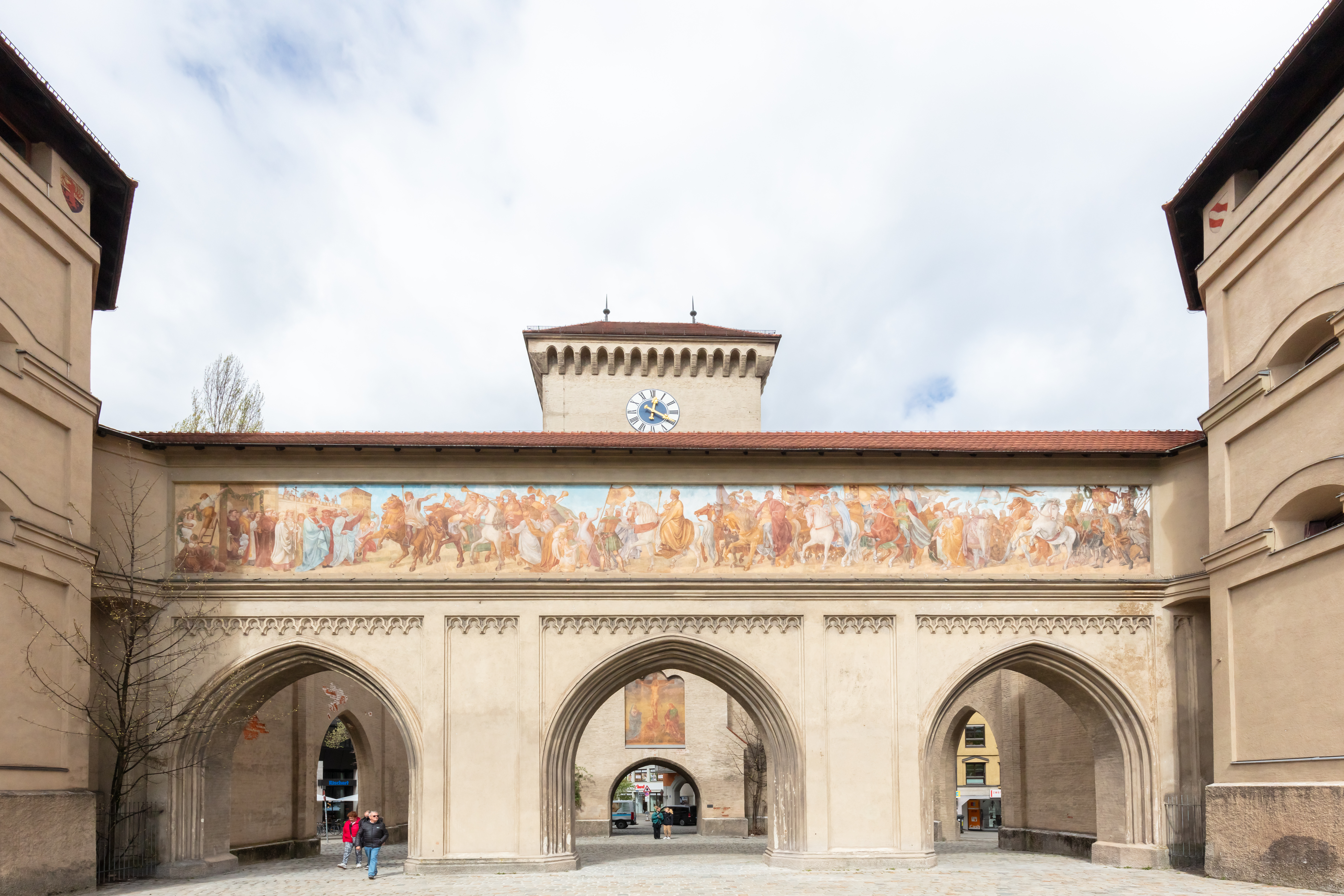

El Isartor en el Isartorplatz en Múnich es una de las cuatro puertas principales de la muralla medieval. Fue  una fortificación para la defensa y es la más oriental de las tres restantes puertas góticas de la ciudad de Múnich (Isartor, Sendlinger Tor y Karlstor). La puerta (en alemán: Tor) se encuentra cerca del río Isar y de él recibió el nombre.

## Arquitectura
El Isartor fue construido en 1337 en el ámbito de la ampliación de Múnich y la construcción de la segunda muralla entre 1285 y 1337, que se completó en el reinado del emperador Luis IV. El Isartor es hoy la única puerta medieval de Múnich, que ha conservado su torre principal. La restauración en 1833-1835 por Friedrich von Gärtner recreó las dimensiones y cerró la apariencia a la estructura original. Los frescos, creados en 1835 por Bernhard von Neher, representan el regreso victorioso del emperador Luis después de la Batalla de Mühldorf en 1322.